# Khulnâ
Khulna (bengali : খুলনা) est la troisième plus grande ville du Bangladesh (1 311 100 habitants) et la capitale de la division de Khulna.